# Helicogonium parorbiliopsidis
Helicogonium parorbiliopsidis är en svampart som beskrevs av Baral 1999. Helicogonium parorbiliopsidis ingår i släktet Helicogonium och familjen Endomycetaceae.   Inga underarter finns listade i Catalogue of Life.